# Vlag van de City of London

Vlag van de City of London

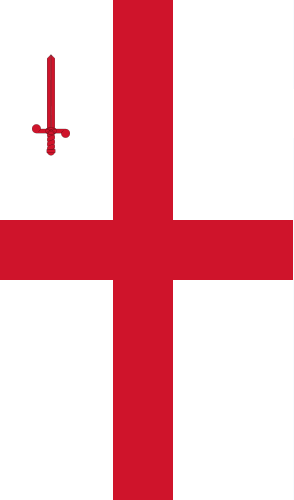
Verticale variant

De vlag van de City of London is gebaseerd op de vlag van Engeland, met het Sint-Joriskruis op een wit veld en als toevoeging een rood zwaard in het eerste kanton. Het zwaard moet verwijzen naar het zwaard waarmee Sint Paulus, de beschermheilige van Londen, is vermoord. De hoogte-breedteverhouding van de vlag is 3:5.
De vlag, een banier van het stedelijke wapen, is enkel het symbool van de City of London en niet van Groot-Londen, dat geen officiële vlag heeft.

## Zie ook

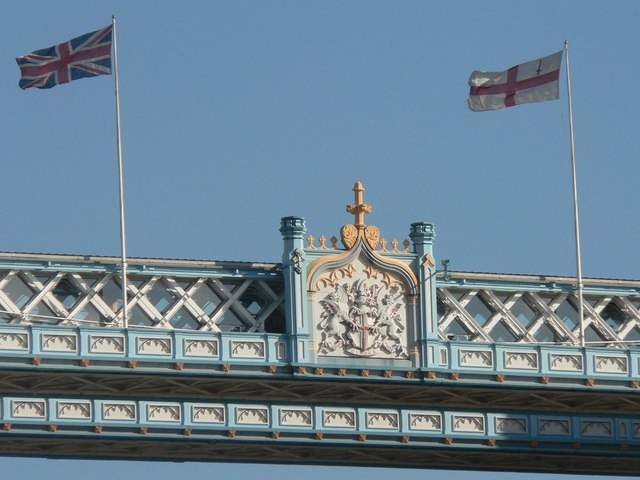
Vlag wappert op de Tower Bridge